# Łabunie (Zamość)
Pour les articles homonymes, voir Łabunie.
Łabunie (prononciation [waˈbuɲe]) est un village de la gmina de Łabunie, du powiat de Zamość, dans la voïvodie de Lublin, situé dans l'est de la Pologne.
Il est le siège administratif (chef-lieu) de la gmina rurale de Łabunie.
Łabunie se situe à environ 10 kilomètres au sud-est de Zamość (siège du powiat) et 86 kilomètres au sud-est de Lublin (capitale de la voïvodie).
Sa population s'élève à 2 301 habitants en 2010.

## Administration
De 1975 à 1998, le village est attaché administrativement à l'ancienne voïvodie de Zamość.

Depuis 1999, il fait partie de la nouvelle voïvodie de Lublin.

## Galerie

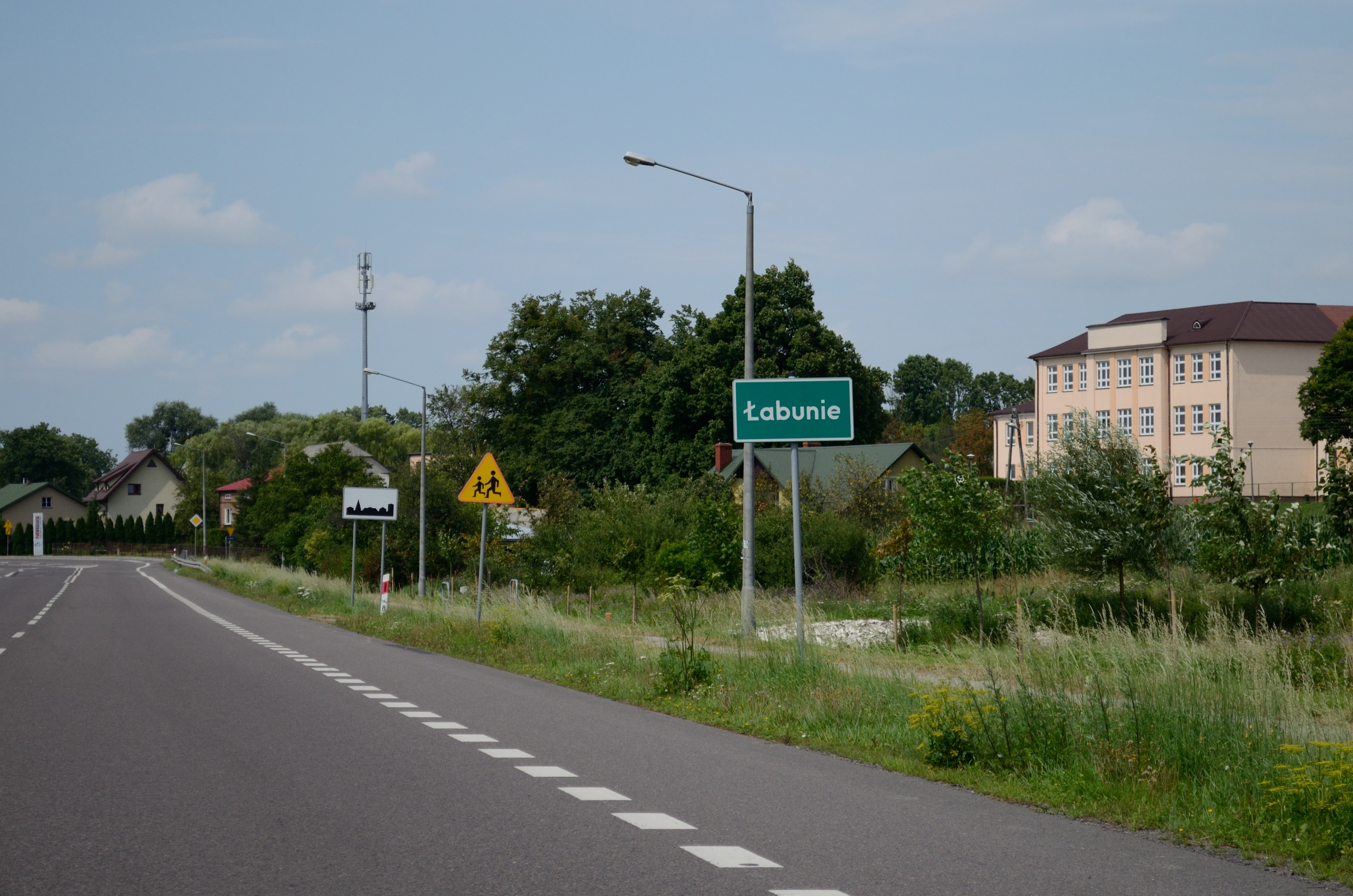
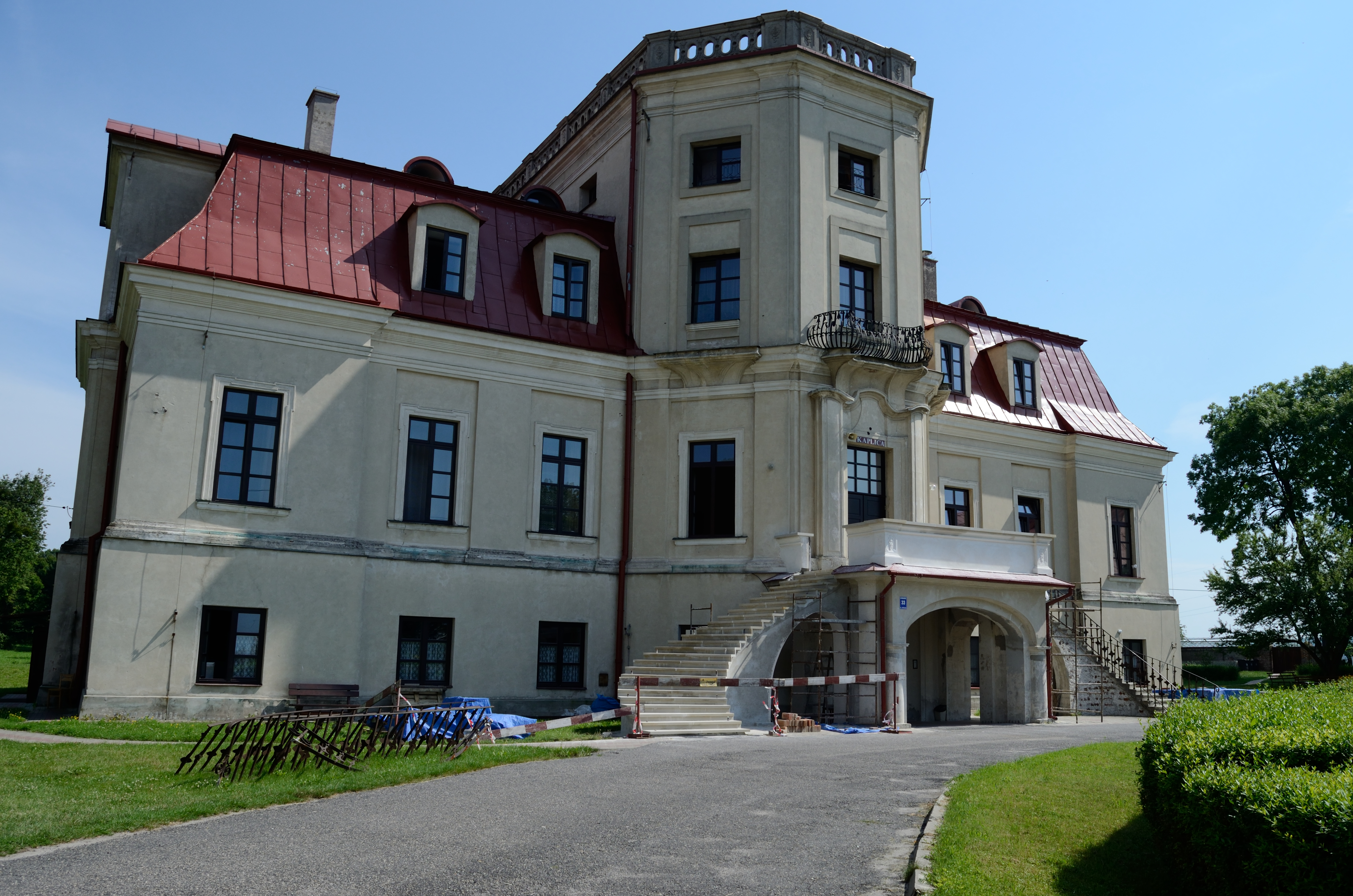
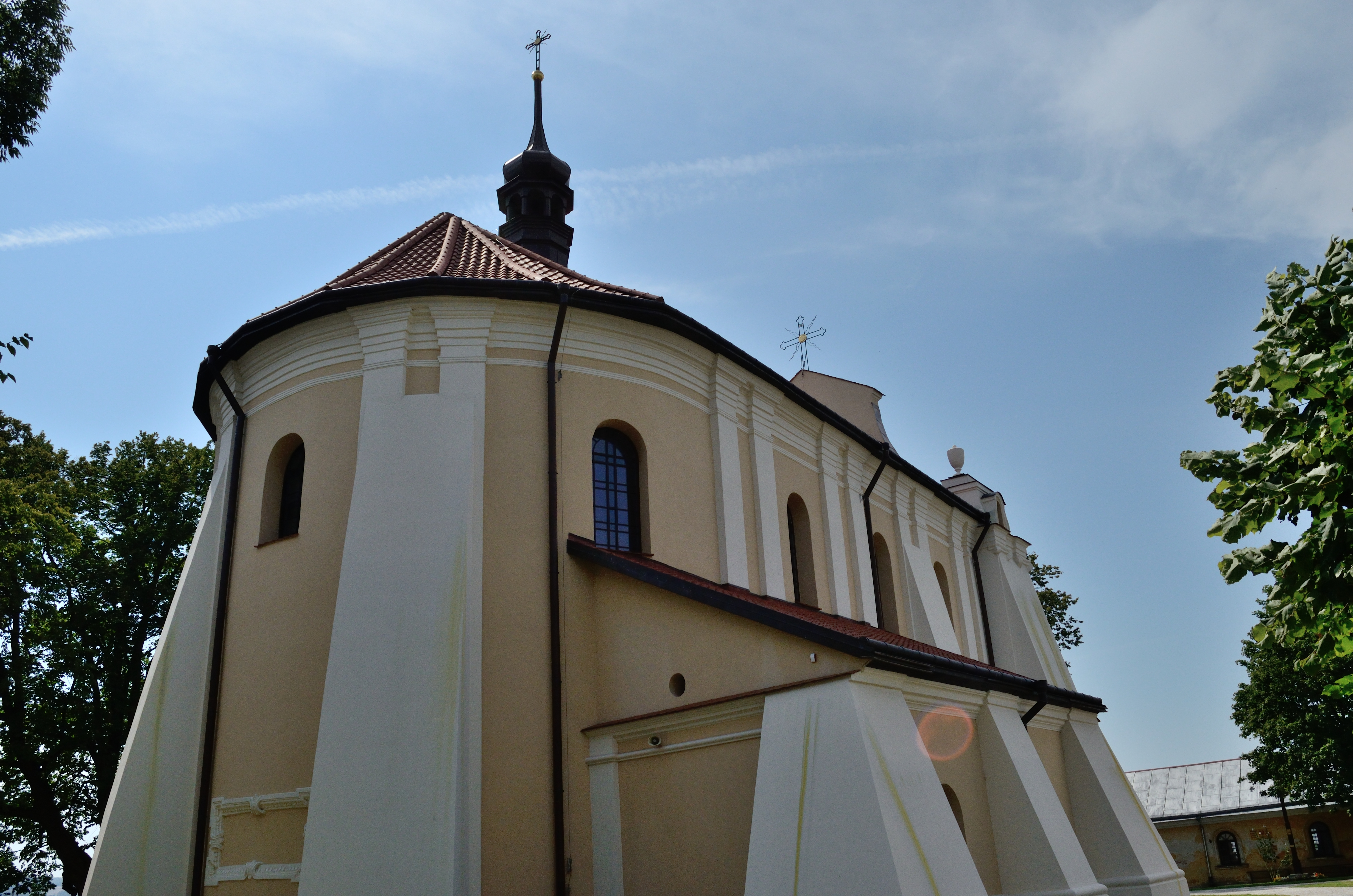
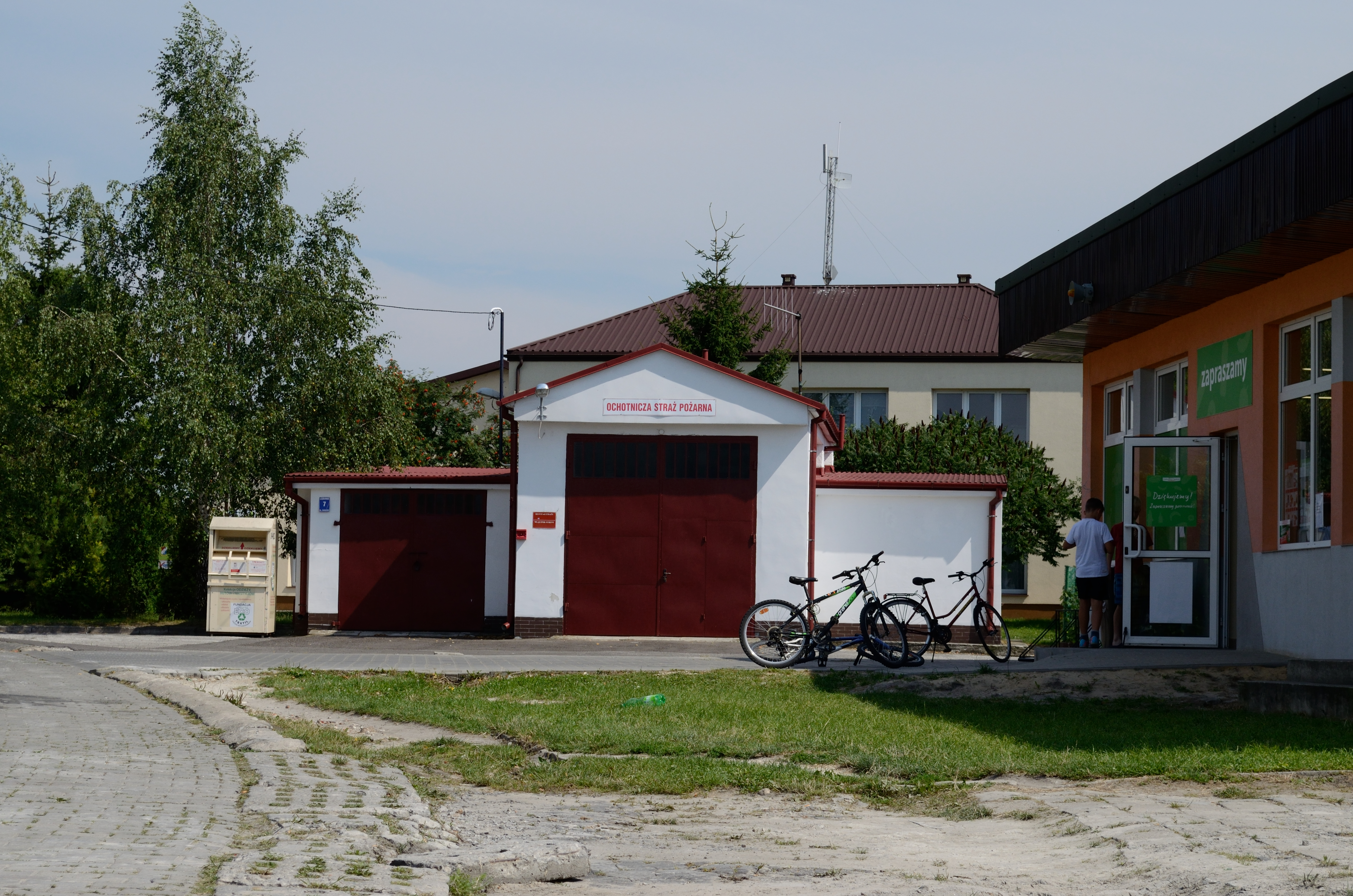

Quelques vues du village